# Christian Eklund
Christian Eklund, mer känd som Fimpen, född 24 juli 1977 i Haninge i Stockholm, är en före detta svensk ishockeyspelare (forward) som spelade över 10 säsonger för Djurgårdens IF. Hans moderklubb är Vendelsö IK.
Han blev även utnämnd till Årets Järnkamin 2010/11 av Djurgårdens supportergrupp Järnkaminerna.
Eklunds son William Eklund är kontrakterad av San José Sharks i NHL. William blev vald på sjunde plats i NHL-draften år 2020. Hans andra son Victor Eklund spelar för Djurgårdens IF J18 och A-lag.

## Youtube och sociala medier
Efter sin spelarkarriär har Christian Eklund inlett en karriär som influerare och på Youtube där han varit programledare för programmet "Fimpens Resa" som görs av Svenska hockeyligans huvudpartner Betsson. Den första säsongen av Fimpens Resa belönades med ett guld i kategorin Sport & Hälsa samt ett silver i kategorin Bästa effekt och engagemang på Swedish Content Agencies årliga gala Sweden Content Awards. Efter tre säsonger där Fimpens Resa besökt SHL-klubbar gick den fjärde säsongen till svenska ishockeyklubbar i lägre divisioner som t.ex Häradsbygdens SS, IK Pantern, Brödernas och Haninge Anchors. I den femte säsongen gick resan istället ut i europa och klubbar som Kladno, Gratz99ers, Augsburg Panther och EV Zug. Totalt har Fimpens Resa över 10 miljoner visningar på youtube.
Han medverkar även i podcasterna HockeyTutto tillsammans med Thomas Wilbacher, Dick Axelsson och Kim Virsen och FemteFemman med Mattias Karlsson samt Niklas Olausson.